# Bank Gospodarstwa Krajowego
Bank Gospodarstwa Krajowego (BGK; Банк Национального хозяйства) — польский национальный банк развития со штаб-квартирой в Варшаве. Является единственным государственным банком Польши. Его деятельность регулируется специальным законом. Его основными задачами являются поддержка и обслуживание экспортных операций, выдача государственных гарантий и поддержка жилья.

## История
Основан в 1924 году по инициативе министра финансов Владислава Грабского в результате слияния трех галицийских публичных банков: Польского национального банка, Государственного банка реконструкции и Кредитного предприятия малопольских городов. Среди задач банка были предоставление долгосрочных займов, предоставлении кредитов местному самоуправлению, кредитование сберегательных учреждений и т. п. Первым президентом банка стал бывший министр финансов Ян Кантий Стечковский, который занимал эту должность до 1927 года. На этом посту его сменил Роман Гурецкий. Со второй половины 1920-х годов приоритетной деятельностью банка стала поддержке государственных и коммунальных учреждений, оборонной промышленности. Кроме того, банк участвовал в управлении промышленными предприятиями, переходящими под контроль государства.
Банк был вовлечён в польскую международную торговлю, финансирование многочисленных компаний и польского Центрального индустриального региона. На рубеже 1920—1930-х годов стал одним из крупнейших банков Польши.
После Второй Мировой войны банк продолжил свою деятельность под руководством профессора Эдварда Липинского, но реформа 1948 года приостановила его работу. Деятельность банка возобновилась в 1989 году. Основной его функцией стала эмиссия государственных облигаций. В 1997 году банк вернул себе историческое здание штаб-квартиры.

## Штаб-квартира
Монументальное модернистское здание штаб-квартиры банка было спроектировано Рудольфом Сверчинским. Оно было построено 1928-1931 годах на Иерусалимских аллеях, 7. Фасад здания декорирован уникальными барельефами Яна Щепковского. С момента постройки несколько раз реконструировалось. В 1965 году здание признали памятником архитектуры.